# Club von Berlin (Gebäude)

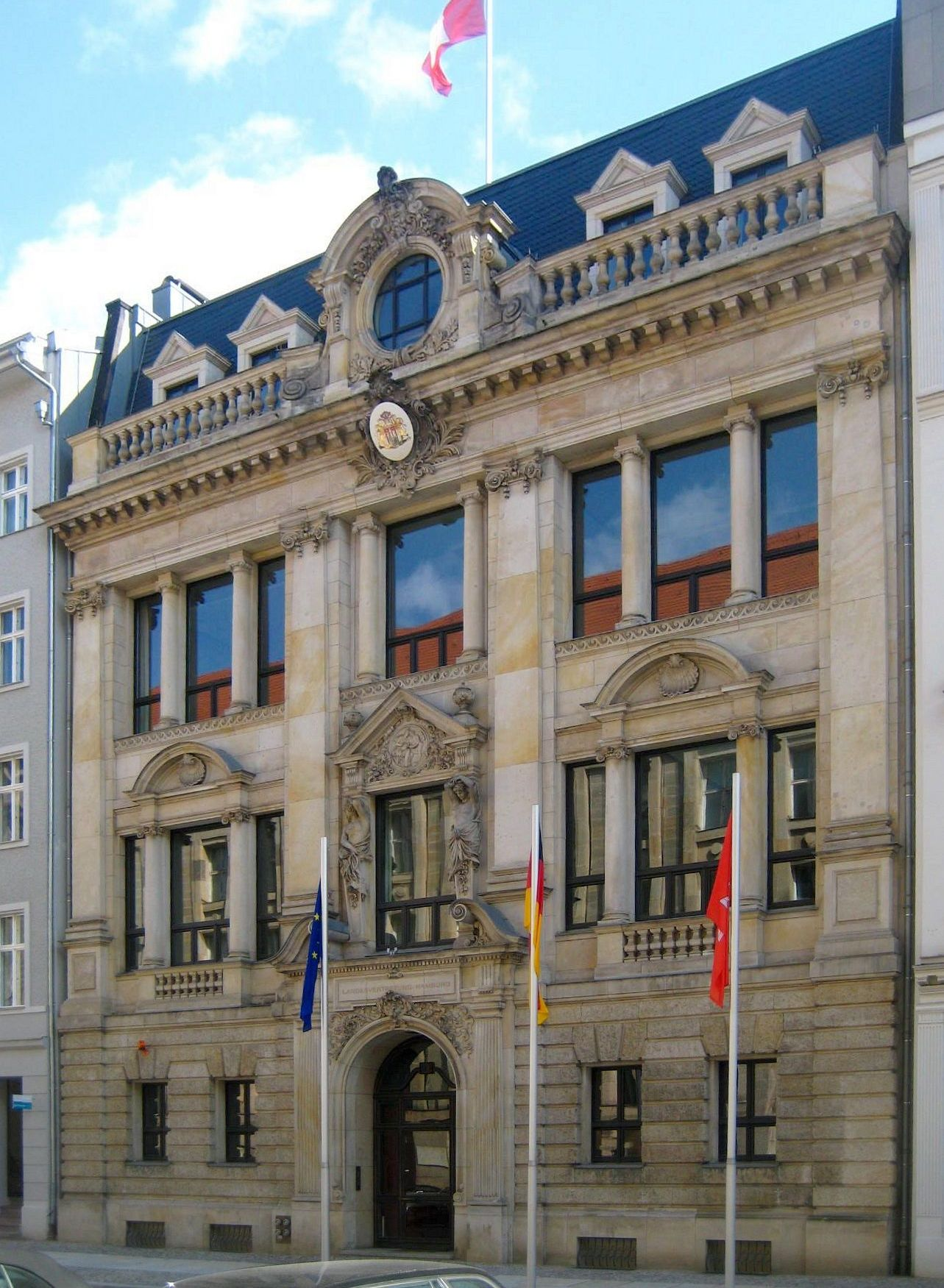
Jägerstraße 2–3 Baudenkmal

Das ehemalige Gebäude des Clubs von Berlin steht in der Jägerstraße 2/3 im Berliner Ortsteil Mitte des gleichnamigen Bezirks. Erbaut für den Club von Berlin, wird das denkmalgeschützte Haus heute von der Landesvertretung der Freien und Hansestadt Hamburg und dem Club von Berlin genutzt.

## Architektur
Das Haus wurde von 1892 bis 1893 von den Architekten Heinrich Joseph Kayser und Karl von Großheim erbaut. Es erhielt zur Jägerstraße eine reich gestaltete Fassade aus Sandstein im Stil des Neobarock, während die Fassade zum Hof, die sich zur Mauerstraße hin öffnet, im Neo-Renaissancestil mit glasierten Ziegeln und rotem Sandstein gefasst wurde. Nach Schäden im Zweiten Weltkrieg wieder aufgebaut, erfolgte ab 1999 die Instandsetzung mit Umbau und Modernisierung durch das Architekturbüro Dinse, Feest + Zurl. Von der ursprünglichen Innenausstattung ist heute das Treppenhaus und die Raumfolge der Säle erhalten.

## Geschichte
Das Gebäude wurde als Clubhaus für einen exklusiven Herrenclub, den Club von Berlin (später Deutscher Club von Berlin), errichtet. 1945 wurde es von der Sowjetischen Militäradministration enteignet und dem Kulturbund zur demokratischen Erneuerung Deutschlands übergeben. Von August 1946 bis 1991 war es Sitz des Clubs der Kulturschaffenden (später Club der Kulturschaffenden „Johannes R. Becher“). In den Jahren 1957 und 1958 wurde das gesamte Gebäudeinnere von dem Bauhausschüler Franz Ehrlich neu gestaltet. Nach der politischen Wende wurde die Immobilie in den Besitz des Bundesvermögens übernommen. 1998 erwarb die Stadt Hamburg das Haus, ließ es restaurieren und zusammen mit dem Eckhaus (Ensemble-Denkmal-Mietshaus von 1871) zur Landesvertretung umbauen.

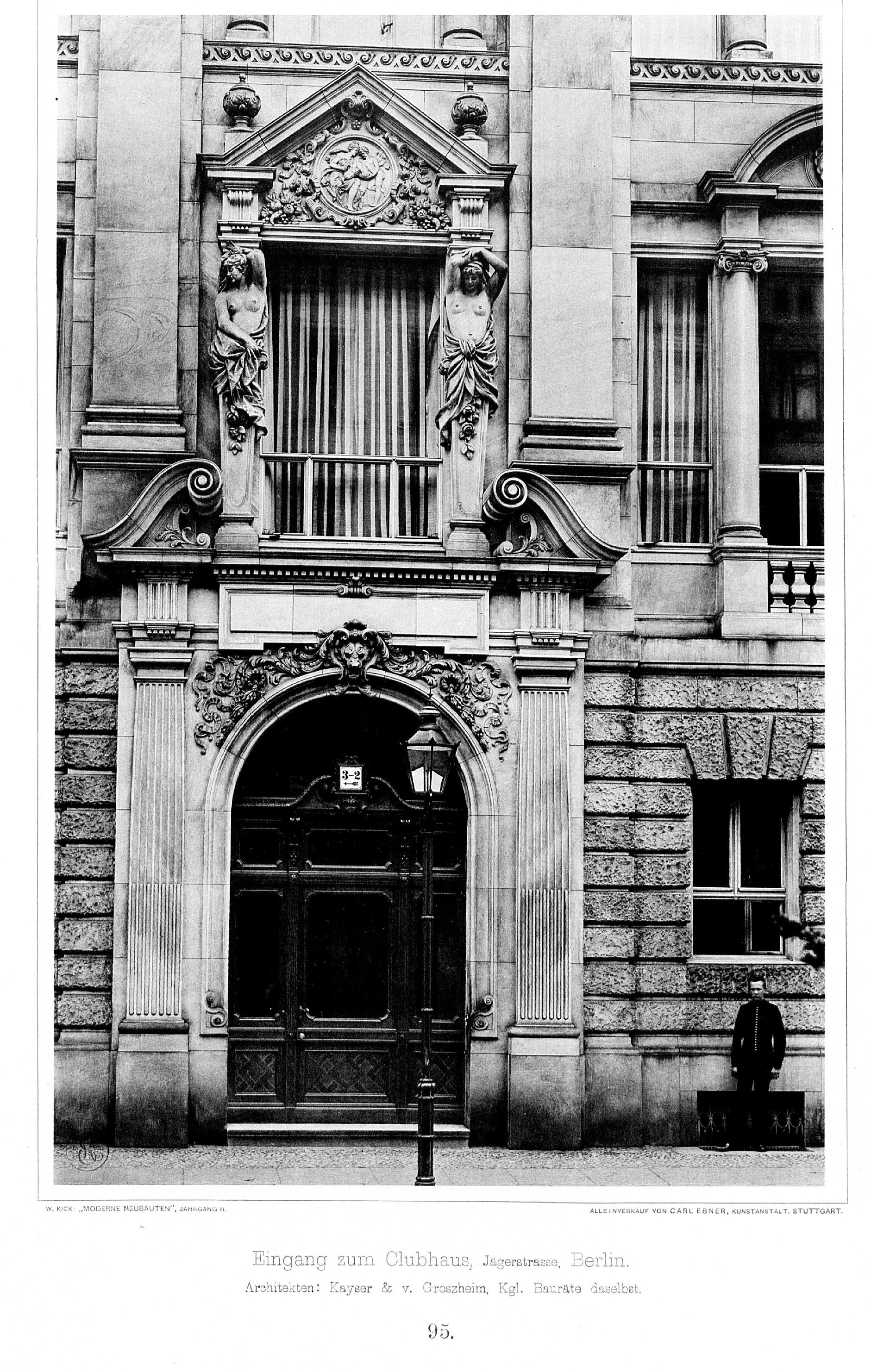
Clubhaus-Eingang um 1898
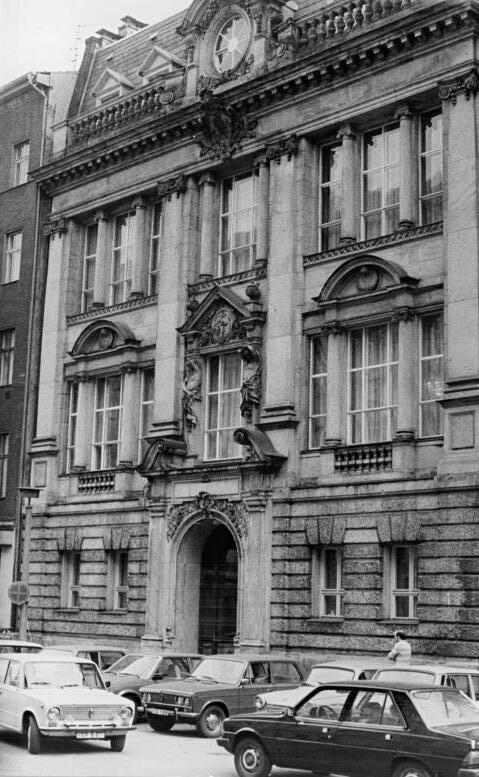
Seinerzeit: Otto-Nuschke-Straße 2/3, 1986
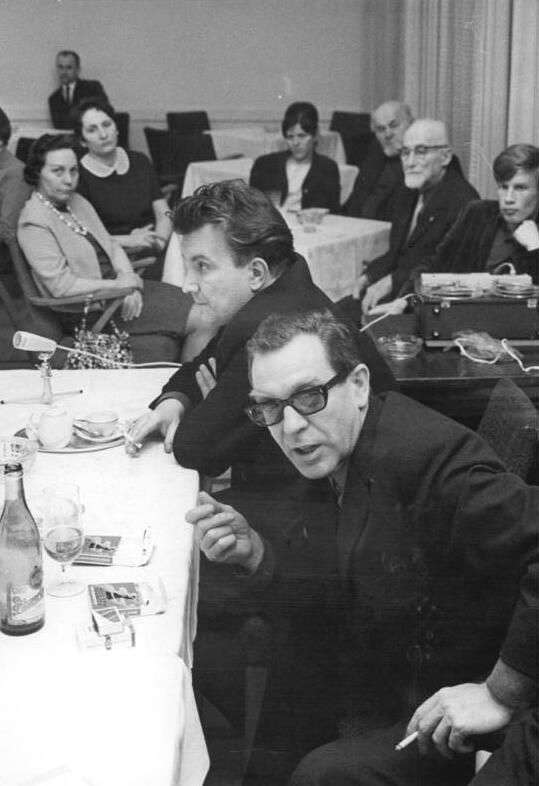
Benno Besson im Club der Kulturschaffenden
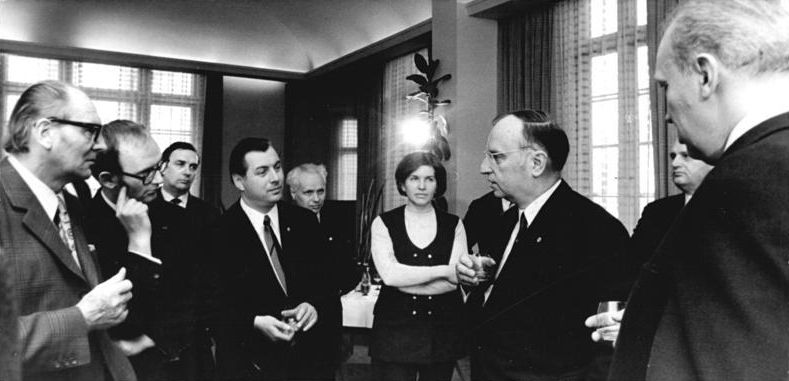
Kurt Hager, Jurij Brězan und Hermann Kant